# Madonna dolente (Giotto)
La Madonna dolente è un affresco staccato frammentario (64x45 cm) attribuito a Giotto, databile al 1311-1315 circa e conservato nel Museo di Santa Croce di Firenze.

## Storia e descrizione
Il frammento proviene da un edificio non precisato del centro storico di Firenze demolito durante il Risanamento. Rinvenuto nei depositi di Santa Croce, è stato in seguito studiato a attribuito a Giotto, con una datazione al 1311-1315 circa, legata al rientro in città dopo gli affreschi alla Cappella degli Scrovegni.
La figura femminile, di forte carica espressiva e accentuata plasticità, è stata letta come una possibile Madonna proveniente da una Crocifissione.